# Кросснор (Північна Кароліна)
Кросснор (англ. Crossnore) — місто (англ. town) в США, в окрузі Ейвері штату Північна Кароліна. Населення — 143 особи (2020).

## Географія
Кросснор розташований за координатами 36°1′20″ пн. ш. 81°55′51″ зх. д. / 36.02222° пн. ш. 81.93083° зх. д. (36.022198, -81.930841).  За даними Бюро перепису населення США в 2010 році місто мало площу 1,16 км², уся площа — суходіл.

## Демографія
Згідно з переписом 2010 року, у місті мешкали 192 особи в 54 домогосподарствах у складі 33 родин. Густота населення становила 166 осіб/км².  Було 87 помешкань (75/км²).
Расовий склад населення:
| - 85,9 % — білих - 9,4 % — чорних або афроамериканців - 1,0 % — азіатів - 0,5 % — корінних американців - 1,6 % — осіб інших рас |

До двох чи більше рас належало 1,6 %. Частка іспаномовних становила 4,2 % від усіх жителів.
За віковим діапазоном населення розподілялося таким чином: 40,6 % — особи молодші 18 років, 45,3 % — особи у віці 18—64 років, 14,1 % — особи у віці 65 років та старші. Медіана віку мешканця становила 27,0 року. На 100 осіб жіночої статі у місті припадало 82,9 чоловіків;  на 100 жінок у віці від 18 років та старших — 86,9 чоловіків також старших 18 років.
Середній дохід на одне домашнє господарство  становив 67 444 долари США (медіана — 42 188), а середній дохід на одну сім'ю — 82 380 доларів (медіана — 65 250). За межею бідності перебувало 2,1 % осіб, у тому числі 4,4 % дітей у віці до 18 років та 0,0 % осіб у віці 65 років та старших.
Цивільне працевлаштоване населення становило 101 особа. Основні галузі зайнятості: освіта, охорона здоров'я та соціальна допомога — 44,6 %, роздрібна торгівля — 16,8 %, будівництво — 7,9 %, публічна адміністрація — 6,9 %.